# Werkplaats

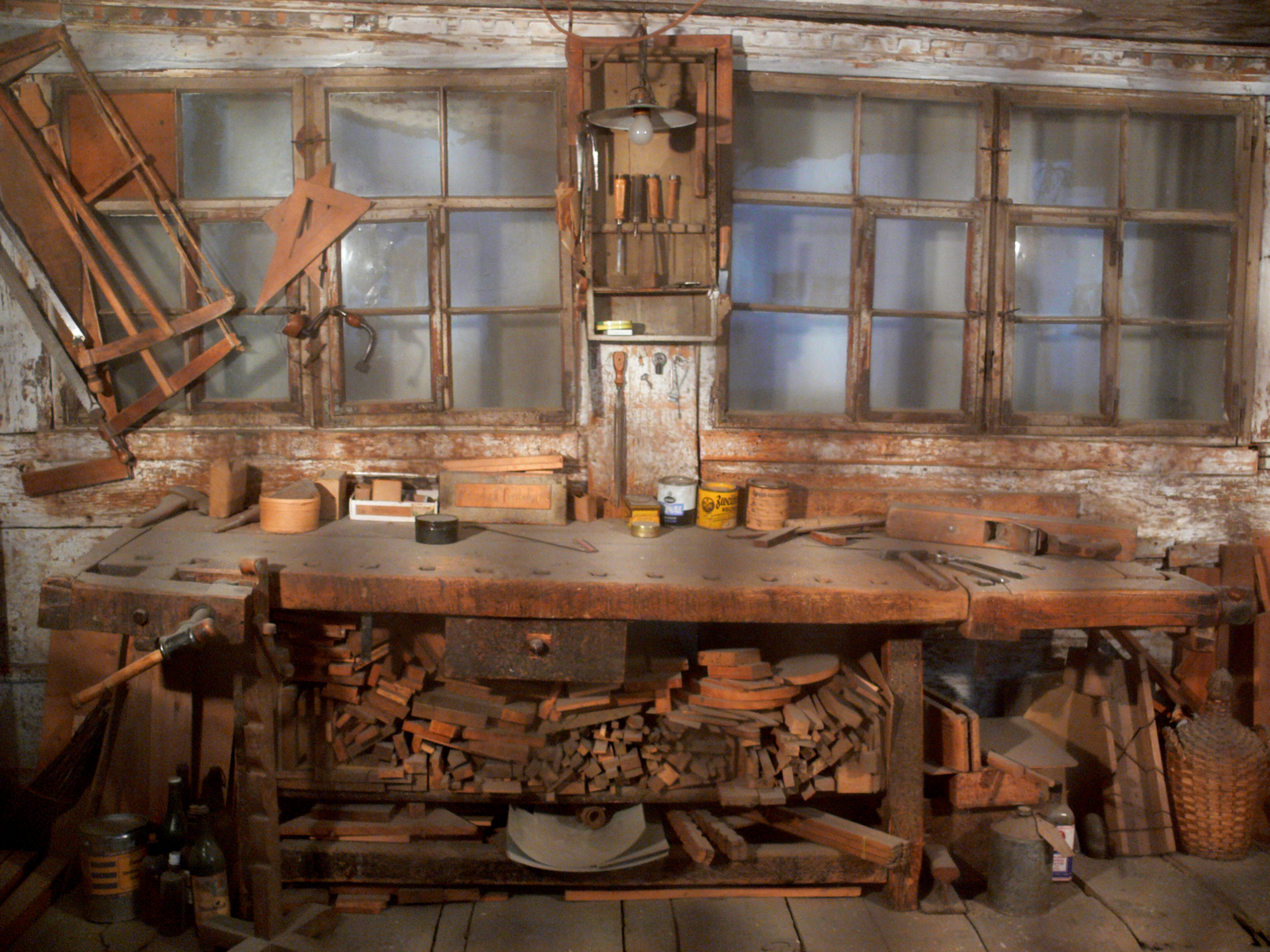
Houtwerkplaats

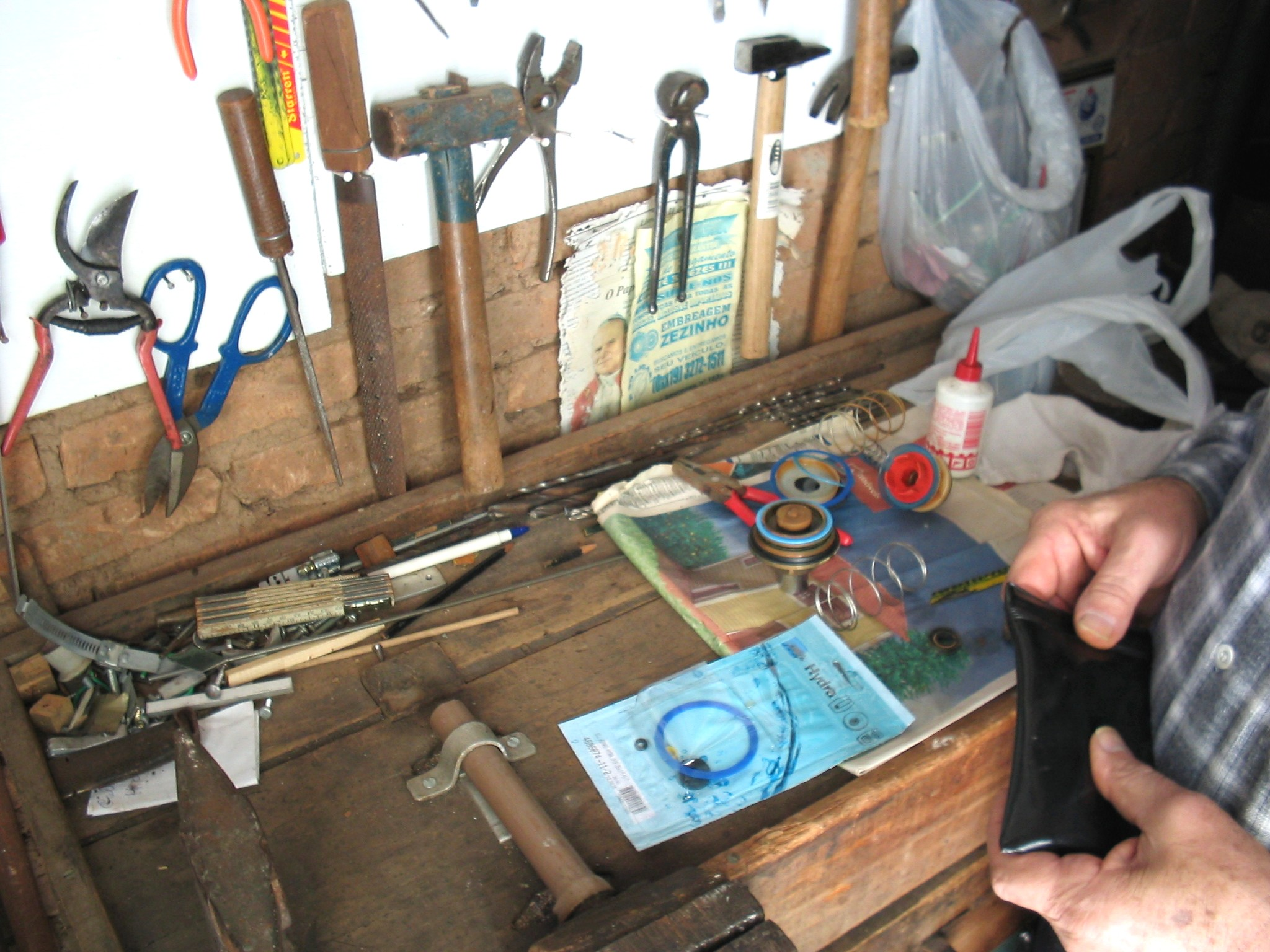
Hobbywerkplaats

Een werkplaats is de plaats waar een specifiek ambacht of vak wordt uitgeoefend.
Het woord werkplaats zelf wordt meestal gebruikt voor een plek waar ambachtelijk wordt gewerkt, zoals:
- schrijnwerkerij
- (muziek)instrumentenmaker
- horlogemakerij

Afhankelijk van het werk heeft een werkplaats ook verschillende andere benamingen:
- atelier
- bakkerij
- fabriek
- kantoor
- laboratorium
- smederij

## Werkplek
Tegenwoordig wordt er minder ambachtelijk gewerkt en meer aan een bureau bijvoorbeeld, of achter een beeldscherm. In dit verband wordt meestal het woord "werkplek" gebruikt.